# الكنيسة الإنجيلية اللوثرية في الأردن والأراضي المقدسة
الكنيسة الإنجيلية اللوثرية في الأردن والأراضي المقدسة هي طائفة مسيحية لوثرية لها فروع في كل الأردن وفلسطين المحتلة. اعتُرف بالطائفة أول مرة تجمعا دينيا مستقلا من قبل الملك الحسين بن طلال سنة 1959، تضم الكنيسة حالياً أكثر من 3,000 عضو في ستة تجمعات فرعية، ومطرانها المسؤول هو سني إبراهيم عازر.

## الكنائس
الكنائس اللوثرية في الأردن والأرض المقدسة:
- كنيسة المخلص اللوثرية
- كنيسه عيد الميلاد اللوثرية - بيت لحم
- كنيسة الإصلاح الإنجيلية اللوثرية - بيت جالا
- كنيسة الرجاء الإنجيلية اللوثرية رام الله
- الكنيسة اللوثرية - بيت ساحور
- كنيسه الراعي الصالح اللوثرية - عمان

## شخصيات الكنيسة
- باسم نجم (1927-1983).[5]
- منيب يونان (1950-).
- سني إبراهيم عازر (1961-).
- متري الراهب (1962-).
- سالي عازر (1996-).

## روابط خارجية
- الموقع الرسمي للكنيسة التبشيرية اللوثرية في الأردن والأرض المقدسة